# Teatro Brendel
Il Teatro Brendel, già Teatro dell'Accademia dei Fidenti, si trovava a Firenze, in via delle Casine 21r, con accesso anche da via Ghibellina 23.

## Storia e descrizione
L'edificio conserva al proprio interno un piccolo teatro presumibilmente sorto nella prima metà dell'Ottocento (e che comunque di questo periodo conserva il carattere) su una porzione di ciò che al tempo era rimasto dell'antico monastero di Santi Jacopo e Lorenzo, estesosi in questa zona e soppresso dal governo lorenese. 
Notizia certa del teatro si ha tuttavia solo nel 1865, quando lo si indica come sede dell'Accademia dei Fidenti, con ingresso da via Ghibellina. Gli stessi Fidenti rimasero fino al 1872, quando i locali passarono in gestione all'accademia filodrammatica di Alberto Noto. 
Dopo un periodo di abbandono il teatro fu quindi scelto da Eleonora Duse per le prove e il perfezionamento dei suoi spettacoli sperimentali su testi di Ibsen, e dalla stessa intitolato Brendel in omaggio a Ulrik Brendel, personaggio del tanto amato testo Rosmersholm del drammaturgo norvegese. 
Oltre a questo della storia del luogo poco si conosce, nonostante una segnalazione su "Il Marzocco" del 20 settembre 1908: "La prossima tournée di Eleonora Duse si inizierà a Monaco di Baviera, ai primi del prossimo ottobre e si svolgerà nell'Europa centrale, specialmente in Germania. Questa tournée, essenzialmente ibseniana, fu predisposta in quel teatrino di via Ghibellina, già dell'Accademia dei Fidenti, che da Eleonora Duse ebbe il nome augurale di Teatro Brendel. Ripulito, com'è ora e accomodato con gusto, il Teatro Brendel se Firenze fosse Parigi, potrebbe prendere il posto di una di quelle salette per un pubblico eccezionalmente scelto di buongustai, vaghi di spettacoli d'arte, così prosperi altrove. Peccato soltanto che Firenze non sia Parigi! Coltivando con particolare predilezione il teatro di Ibsen, una forma teatrale cioè che ha corrispondenze profonde col suo temperamento artistico, ma che trova spesso i pubblici d'Europa più restii all'ammirazione, la Duse dimostra una volta di più di non voler riposare sugli allori: ma di trarre da ogni nuova vittoria stimolo ed incitamento a nuove battaglie...". 
Attivo almeno fino alla seconda guerra mondiale, vi fu rappresentato, per la prima volta, lo Scamandro di Pirandello nel 1928. 
Dopo essere stato adibito a circolo ricreativo, quindi a magazzino e ancora a circolo, l'ambiente già adibito a teatro è stato occupato dallo studio di architettura del paesaggio Pozzoli e dallo stesso Marco Pozzoli accuratamente restaurato e arredato in modo da far convivere in piena armonia le esigenze delle studio e la memoria storica del luogo.